# Zach Roerig
Zachary George (Zach) Roerig (Montpelier (Ohio), 22 februari 1985) is een Amerikaanse acteur die het bekendst is van zijn rol als Casey Hughes in As The World Turns. Van 2009 tot 2017 speelde hij de rol van Matt Donovan in de televisieserie The Vampire Diaries. Hij komt in deze rol ook kort terug in de spin-off Legacies.
Roerig is vader van een dochter.

## Filmografie
| Film           | Film                                     | Film                  | Film             |
| Jaar           | Film                                     | Rol                   | Opmerkingen      |
| -------------- | ---------------------------------------- | --------------------- | ---------------- |
| 2005           | Flutter Kick                             | Jason Matthews        |                  |
| 2007           | Tie a Yellow Ribbon                      | Tiener Joe            |                  |
| 2008           | Dear Me                                  | Adam                  |                  |
| 2008           | Assassination of a High School President | Matt Mullen           |                  |
| 2008           | Official Selection                       | The American Soldier  |                  |
| 2009           | Strawberry Wine                          | Jason Gabel           |                  |
| Televisiefilms |                                          |                       |                  |
| Jaar           | Film                                     | Rol                   | Opmerkingen      |
| 2006           | The Prince                               | Taft                  |                  |
| 2006           | Split Decision                           | Grady Love            |                  |
| Televisie      |                                          |                       |                  |
| Jaar           | Film                                     | Rol                   | Opmerkingen      |
| 2004           | Law & Order                              | Rollerblade Messenger | 1 aflevering     |
| 2006           | Reba                                     | Man at wedding        | 1 aflevering     |
| 2007           | One Life to Live                         | Hunter Atwood         | 13 afleveringen  |
| 2007           | Guiding Light                            | Alex                  | 1 aflevering     |
| 2005-2007      | As the World Turns                       | Casey Hughes          | 274 afleveringen |
| 2008-2007      | Friday Night Lights                      | Cash                  | 6 afleveringen   |
| 2009- 2017     | The Vampire Diaries                      | Matt Donovan          | 127 afleveringen |
| 2016           | The Originals                            | Matt Donovan          | 1 aflevering     |
| 2017           | The Gifted                               | Pulse/Gus             | 2 afleveringen   |
| 2018           | Legacies                                 | Matt Donovan          | 2 afleveringen   |
| 2020           | Dare me                                  | Sarge Will Mosley     | -                |

- Library of Congress Control Number: no2017112186
- Virtual International Authority File: 3350150470091204330006
- WorldCat: E39PBJg8CrBvgPtPMWgDw8D6rq